# Пионерская организация имени Эрнста Тельмана
Пионерская организация имени Эрнста Тельмана (нем. Pionierorganisation «Ernst Thälmann») — детская политическая организация в ГДР, существовавшая при Союзе свободной немецкой молодёжи.

## История

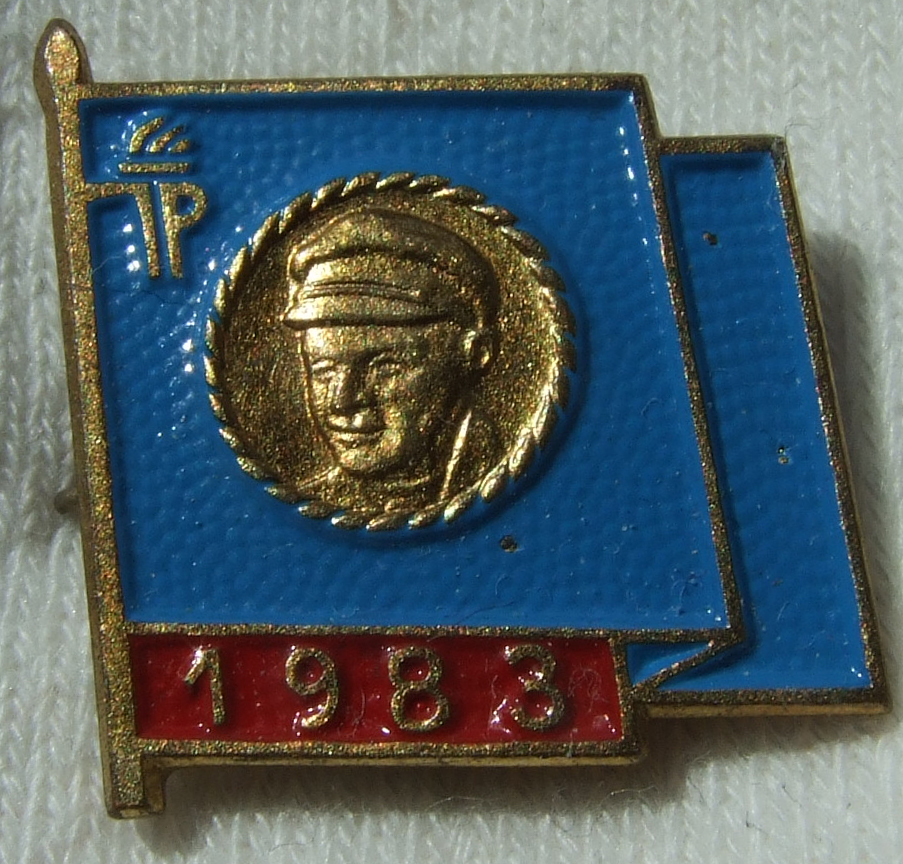
Значок пионера-тельмановца ГДР (1983 год)

Пионерская организация была основана 13 декабря 1948 года и, как и ССНМ, в первые годы не имела чёткой пропартийной направленности и не являлась столь массовой. По мере большевизации ССНМ большевизировалась и пионерская организация, становясь детской организацией СЕПГ. Являясь официальной детской политической организацией в ГДР, пионерская организация была неотъемлемой частью единой социалистической системы школьного образования. Она являла собой этап подготовки к членству в ССНМ — членство в пионерской организации обычно заканчивалось в начале 8 класса с приёмом пионеров-тельмановцев в ряды Союза свободной немецкой молодёжи. В 1960-1980-е годы в ней состояли почти все ученики средней школы с первого по седьмой год обучения и назывались в зависимости от возраста «юными пионерами» и «пионерами-тельмановцами». 13 декабря отмечался в ГДР как День пионерии. Распущена в августе 1990 года.
В Западном Берлине пионерская организация была создана в 1974 году и существовала при Союзе свободной немецкой молодёжи Западного Берлина.
Во главе пионерской организации стояло центральное руководство (Zentralleitung) в центре, окружные руководства (Bezirksleitungen) в округах, районные руководства (Kreisleitungen) в районах. Существовало два статуса пионеров — юные пионеры (Jungpioniere 6—9 лет, носили синие пионерские галстуки) и пионеры-тельмановцы (Thälmann-Pioniere, 10—14 лет, первоначально цвет их галстука был также синий, но постепенно он был заменён на красный).

## Заповеди пионера-тельмановца

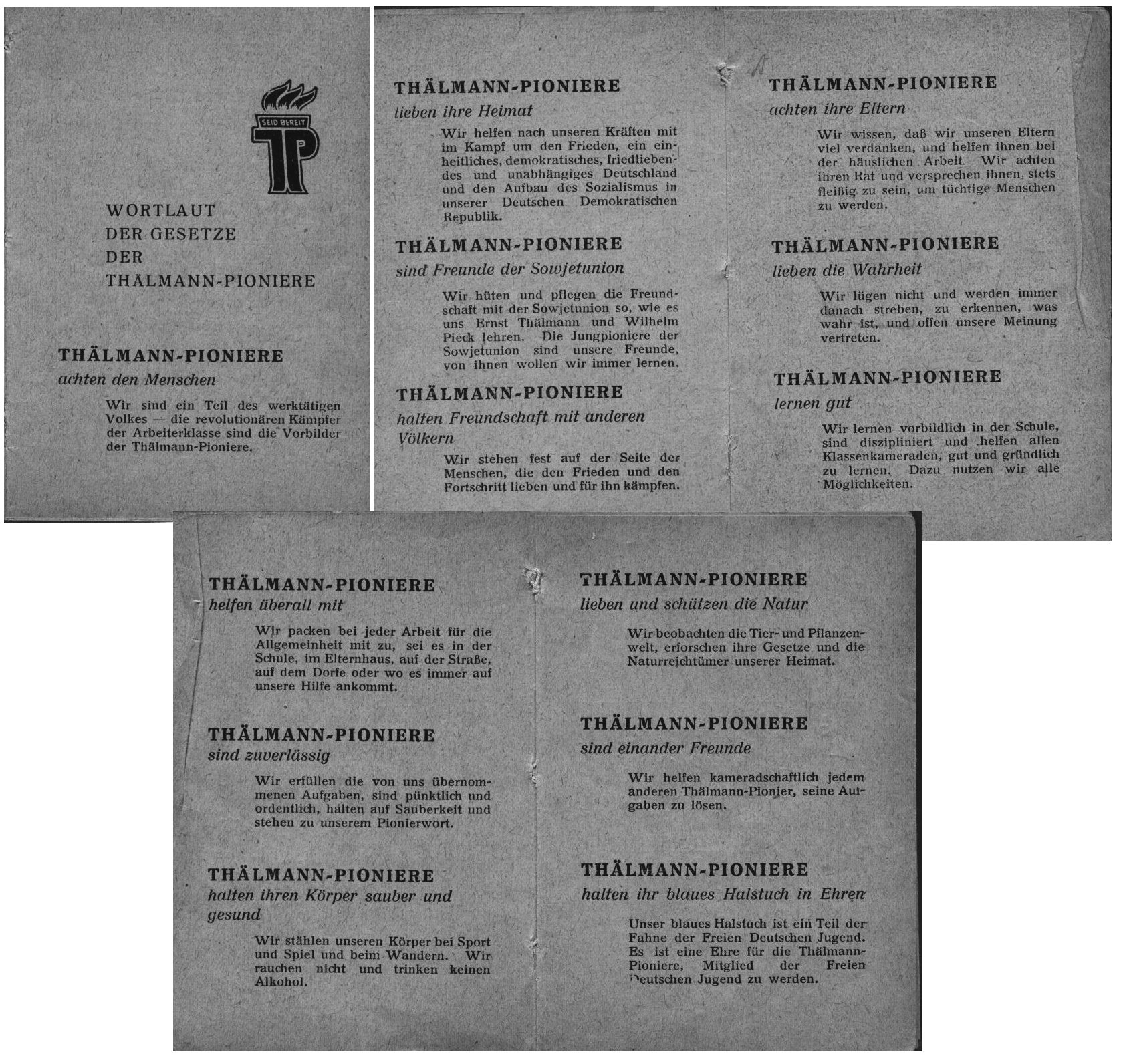
Законы пионеров-тельмановцев 1960-х годов

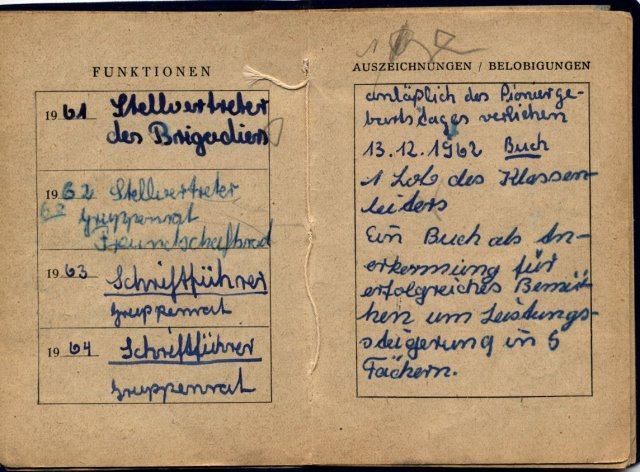
Пионерские поручения, поощрения и награды пионера-тельмановца

На удостоверении, выдававшемся юному пионеру, были напечатаны следующие заповеди:
- Мы, юные пионеры, любим нашу Германскую Демократическую Республику.
- Мы, юные пионеры, любим наших родителей.
- Мы, юные пионеры, любим мир во всём мире.
- Мы, юные пионеры, поддерживаем дружбу с детьми Советского Союза и всех стран мира.
- Мы, юные пионеры, прилежно учимся, мы аккуратны и дисциплинированы.
- Мы, юные пионеры, уважаем всех рабочих людей и всегда оказываем настоящую помощь.
- Мы, юные пионеры, хорошие друзья и помогаем друг другу.
- Мы, юные пионеры, с удовольствием поём и танцуем, играем и мастерим.
- Мы, юные пионеры, занимаемся спортом и заботимся о чистоте и здоровье нашего тела.
- Мы, юные пионеры, с гордостью носим синие галстуки.
- Мы готовимся стать пионерами-тельмановцами.

Помимо заповедей «юных пионеров» пионеры-тельмановцы соблюдали законы пионеров-тельмановцев. В 1960-е годы пионеры-тельмановцы давали следующую клятву:
Примером нам служит Эрнст Тельман. Я, пионер-тельмановец, клянусь жить, учиться и бороться так, как учил нас Эрнст Тельман. Верный нашему девизу, за мир и социализм всегда готов!

## Председатели
- 1949—1955: Маргот Файст (c 1953 Маргот Хонеккер)
- 1955—1957: Хайнц Плёгер[нем.]
- 1957—1964: Роберт Леманн[нем.]
- 1964—1971: Вернер Энгст[нем.]
- 1971—1974: Эгон Кренц
- 1974—1985: Хельга Лабс
- 1985—1989: Вильфрид Поснер
- 1989: Биргит Гаппа

### В ГДР
- Handbuch des Pionierleiters. Eine pädagogisch-methodische Anleitung für Pionierleiter und Helfer der Jungen Pioniere, 1961, Berlin (Ost), ohne ISBN (im Bestand der Zentral- und Landesbibliothek Berlin)
- Elsen, Heinz: Geschichte der Pionierorganisation «Ernst Thälmann». Chronik, 1983, Berlin (Ost), ohne ISBN (im Bestand der Zentral- und Landesbibliothek Berlin)
- Sing mit, Pionier!: Liederbuch der Jungpioniere, letzte Auflage: Leipzig, 1984
- Rudolf Chowanetz: Die Kinderzeitschriften in der DDR von 1946 bis 1960, Berlin, 1983
- Rudolf Chowanetz: Zeiten und Wege: Zur Geschichte der Pionierorganisation «Ernst Thälmann» von den Anfängen bis 1952 in Berichten, Briefen, Erinnerungen, Bildern und einer Chronik, Berlin, 1988
- Pionierkalender, erschien 1958 bis 1989 jährlich mit ca. 200 Seiten, ISBN 3-358-01435-5 (1989)
- Kalender für Jungpioniere, erschien 1965 bis 1989 jährlich mit ca. 120 Seiten, ISBN 3-358-01403-7 (1989)

### За пределами ГДР и после объединения Германии
- Freie Deutsche Jugend und Pionierorganisation Ernst Thälmann in der DDR, herausgegeben von der Friedrich-Ebert-Stiftung, Bonn, 1984
- Ansorg, Leonore: Kinder im Klassenkampf: Die Geschichte der Pionierorganisation von 1948 bis Ende der fünfziger Jahre, Berlin, 1997, ISBN 3-05-003117-4
- Ocasek, Karl Heinz (Hrsg.): Fröhlich sein und singen …: Lieder aus unserem Leben (Liederbuch), Berlin, 2000, ISBN 3-359-00974-6
- Felsmann, Barbara: Beim kleinen Trompeter habe ich immer geweint, Lukas Verlag 2003, ISBN 3-931836-55-X
- Börrnert, René: Wie Ernst Thälmann treu und kühn! Das Thälmann-Bild der SED im Erziehungsalltag der DDR. Bad Heilbrunn/Obb. 2004 (mit vielen weiterführenden Literaturangaben).
- Daniel Wiechmann: Immer bereit! Von einem jungen Pionier, der auszog, das Glück zu suchen, München, 2004